# Zwemmen op de Olympische Zomerspelen 2016 – 200 meter wisselslag mannen
De 200 meter wisselslag mannen op de Olympische Zomerspelen 2016 vond plaats op 10 augustus, series en halve finales, en 11 augustus 2016, finale. Omdat het zwembad waarin de wedstrijd gehouden werd 50 meter lang is, bestond de race uit vier baantjes. Na afloop van de series kwalificeerden de zestien snelste zwemmers zich voor de halve finales, de snelste acht uit de halve finales gingen door naar de finale. Regerend olympisch kampioen was Michael Phelps uit de Verenigde Staten.

## Records
Voorafgaand aan het toernooi waren dit het wereldrecord en het olympisch record
| Wereldrecord     | Ryan Lochte    | 1.54,00 | Shanghai | 28 juli 2011     |
| Olympisch record | Michael Phelps | 1.54,23 | Peking   | 15 augustus 2008 |

## Uitslagen

### Series
| Rang | Serie | Baan | Naam                 | Land             | Tijd    | Bijz. |
| ---- | ----- | ---- | -------------------- | ---------------- | ------- | ----- |
| 1    | 2     | 4    | Ryan Lochte          | Verenigde Staten | 1:57.38 | Q     |
| 2    | 2     | 6    | Philip Heintz        | Duitsland        | 1:57.59 | Q     |
| 3    | 4     | 4    | Michael Phelps       | Verenigde Staten | 1:58.41 | Q     |
| 4    | 2     | 5    | Henrique Rodrigues   | Brazilië         | 1:58.56 | Q     |
| 5    | 4     | 5    | Thiago Pereira       | Brazilië         | 1:58.63 | Q     |
| 6    | 3     | 4    | Kosuke Hagino        | Japan            | 1:58.79 | Q     |
| 7    | 4     | 3    | Hiromasa Fujimori    | Japan            | 1:58.88 | Q     |
| 8    | 3     | 5    | Wang Shun            | China            | 1:58.98 | Q     |
| 9    | 3     | 6    | Andreas Vazaios      | Griekenland      | 1:59.33 | Q     |
| 10   | 4     | 6    | Simon Sjödin         | Zweden           | 1:59.41 | Q     |
| 11   | 3     | 3    | Daniel Wallace       | Groot-Brittannië | 1:59.44 | Q     |
| 12   | 2     | 1    | Alexis Santos        | Portugal         | 1:59.67 | Q     |
| 12   | 3     | 2    | Jérémy Desplanches   | Zwitserland      | 1:59.67 | Q     |
| 12   | 4     | 2    | Eduardo Solaeche     | Spanje           | 1:59.67 | Q     |
| 15   | 4     | 7    | Ieuan Lloyd          | Groot-Brittannië | 1:59.74 | Q     |
| 16   | 4     | 8    | Bradlee Ashby        | Nieuw-Zeeland    | 1:59.77 | Q     |
| 17   | 3     | 1    | Gal Nevo             | Israël           | 1:59.80 |       |
| 18   | 3     | 8    | Semen Makovitsj      | Rusland          | 1:59.86 |       |
| 19   | 4     | 1    | Diogo Carvalho       | Portugal         | 2:00.17 |       |
| 20   | 2     | 2    | Travis Mahoney       | Australië        | 2:00.18 |       |
| 21   | 1     | 3    | Raphaël Stacchiotti  | Luxemburg        | 2:00.21 |       |
| 22   | 1     | 4    | Hu Yixuan            | China            | 2:00.70 |       |
| 23   | 1     | 5    | Emmanuel Vanluchene  | België           | 2:01.36 |       |
| 24   | 1     | 6    | Uvis Kalniņš         | Letland          | 2:02.34 |       |
| 25   | 2     | 8    | Mohamed Hussein      | Egypte           | 2:02.36 |       |
| 26   | 1     | 7    | Marko Blaževski      | Macedonië        | 2:02.54 |       |
| 27   | 1     | 1    | Ahmed Mathlouthi     | Tunesië          | 2:04.95 |       |
| 28   | 2     | 3    | Thomas Fraser-Holmes | Australië        | DNS     |       |
| 29   | 2     | 7    | Federico Turrini     | Italië           | DNS     |       |
| 30   | 3     | 7    | Dávid Verrasztó      | Hongarije        | DNS     |       |

### Halve finales
| Rang | Naam               | Land             | Tijd    | Serie | Baan | Bijz. |
| ---- | ------------------ | ---------------- | ------- | ----- | ---- | ----- |
| 1    | Michael Phelps     | Verenigde Staten | 1.55,78 | 2     | 5    | Q     |
| 2    | Ryan Lochte        | Verenigde Staten | 1.56,28 | 2     | 4    | Q     |
| 3    | Thiago Pereira     | Brazilië         | 1.57,11 | 2     | 3    | Q     |
| 4    | Kosuke Hagino      | Japan            | 1.57,38 | 1     | 3    | Q     |
| 5    | Daniel Wallace     | Groot-Brittannië | 1.57,97 | 2     | 7    | Q     |
| 6    | Wang Shun          | China            | 1.58,12 | 1     | 6    | Q     |
| 7    | Hiromasa Fujimori  | Japan            | 1.58,20 | 2     | 6    | Q     |
| 8    | Philip Heintz      | Duitsland        | 1.58,85 | 1     | 4    | Q     |
| 9    | Henrique Rodrigues | Brazilië         | 1.59,23 | 1     | 5    |       |
| 10   | Ieuan Lloyd        | Groot-Brittannië | 1.59,49 | 2     | 8    |       |
| 11   | Andreas Vazaios    | Griekenland      | 1.59,54 | 2     | 2    |       |
| 12   | Alexis Santos      | Portugal         | 2.00,08 | 1     | 7    |       |
| 13   | Jérémy Desplanches | Zwitserland      | 2.00,38 | 2     | 1    |       |
| 14   | Bradlee Ashby      | Nieuw-Zeeland    | 2.00,45 | 1     | 8    |       |
| 15   | Eduardo Solaeche   | Spanje           | 2.00,47 | 1     | 1    |       |
| 16   | Simon Sjödin       | Zweden           | 2.00,81 | 1     | 2    |       |

### Finale
| Rang   | Naam              | Land             | Tijd    | Baan | Bijz. |
| ------ | ----------------- | ---------------- | ------- | ---- | ----- |
| Goud   | Michael Phelps    | Verenigde Staten | 1.54,66 | 4    |       |
| Zilver | Kosuke Hagino     | Japan            | 1.56,61 | 6    |       |
| Brons  | Wang Shun         | China            | 1.57,05 | 7    |       |
| 4      | Hiromasa Fujimori | Japan            | 1.57,21 | 1    |       |
| 5      | Ryan Lochte       | Verenigde Staten | 1.57,47 | 5    |       |
| 6      | Philip Heintz     | Duitsland        | 1.57,48 | 1    |       |
| 7      | Thiago Pereira    | Brazilië         | 1.58,02 | 3    |       |
| 8      | Daniel Wallace    | Groot-Brittannië | 1.58,54 | 2    |       |